# Fatou Ndiaye (cestista 1977)
Fatou Kiné Ndiaye (Dakar, 6 giugno 1977) è un'ex cestista senegalese.

## Carriera
Con il Senegal ha disputato i Campionati mondiali del 2002.